# 守永七彩
守永 七彩（もりなが ななせ、1998年5月12日 - ）は、日本の女性アイドルである。女性アイドルグループ・Party Rockets GTの元メンバー。埼玉県出身。元スパイス所属。

## 略歴
幼少よりバレエ・ダンスを学び、2010年ダンス＆ヴォーカルユニット「C*LOVER」のメンバーとしてライブデビュー。2013年より2015年までライブアイドル「Whoop!e whoop!e」のリーダーとして活動。
2015年10月8日、元Whoop!e whoop!eのメンバー堀尾歩未(AYUMI)らとともにParty Rocketsの新メンバー「NANASE」として加入することを発表。同年10月12日のライブでParty Rockets GTへの改名が発表された。
2016年4月17日 パティロケGT、新体制初ワンマンで決意「今日からが新しいスタート」
。
2019年8月19日、パティロケGTの現体制での活動終了が報告された。全員より活動終了を希望する申し出があり、協議を重ねた結果その旨を受理した。
パティロケGTの最終公演は2020年2月24日に行なわれた。現体制終了後、NANASEは学業、就職活動に専念すると発表された。

## 人物
- 趣味はカラオケ、映画鑑賞。特技はダンス、バドミントンである。

- 「あけおめ」→「あけましておめでとう」の意を「また新しい一日が明けました」と一日単位に置き換え[5]、ほぼ毎日午前0時に時報ツイートを続けている[6]。

- 「あざお」→（ありがとうございますの変形）という言葉を頻繁に発する[7]。

## 作品

### 映画
- 精霊夜曲～最も古い首つりの木～（2012年2月4日公開）
- 青春ラプソディ。～ときめきウォーターガール 2（2012年12月7日、DVD発売）
- 青春ラプソディ。～ときめきウォーターガール 3（2013年7月19日、DVD発売）

### 舞台
- 女神座ATHENA『冬椿』（2011年12月8日 - 11日、高田馬場RABINEST）
- 女神座ATHENA『ぱぢゃまdeおじゃま』（2012年4月28日 - 30日、高田馬場RABINEST）
- 劇団ジャイアントキリング『夫婦Gipsプログラム』（2012年10月11日 - 14日、中野ザ・ポケット）
- ヒロセプロジェクト『キミと星空に未来を描いた日』（2012年11月11日 - 14日、ラゾーナ川崎プラザソル）

### CD
Whoop!e whoop!e（メインボーカル）
- シングル
  - Jin ☆ Jin (2013年5月25日)
  - サンバ大作戦！～無邪気なシュガーパイ～ (2013年11月2日)
  - スカッ！とモーション (2014年4月19日)
  - IT's ALL RIGHT!!! (2014年5月25日)
  - 恋のエントランス / うぴんちゅ☆スペーシー (2014年12月26日)

- アルバム
  - はじめの一歩 (2016年12月24日) - 配信のみ

Party Rockets GT
- シングル
  - 虹色ジェット (2016年2月24日)
  - 真夏のマジ☆ロケット (2016年7月20日)
  - START!! (2017年5月17日) - アッコにおまかせEDテーマ
  - NON STOP ROCK (2018年3月14日)
  - 闇夜に燈 （2018年12月11日）

- アルバム
  - Time of your life (2017年1月11日)

### DVD
- ボクの太陽 守永七彩（2012年1月27日、スパイスビジュアル）
- 子供じゃないもん 守永七彩（2012年3月16日、アースゲート）
- 七彩 ～なないろ～ 守永七彩（2012年5月30日、エスデジタル）
- miu 守永七彩（2012年7月20日、M.B.Dメディアブランド）
- MY PRINCESS 14才のプリンセス 守永七彩（2012年9月29日、ヴィータ）
- ボクの太陽 ～ただいま～ 守永七彩（2012年11月23日、スパイスビジュアル）
- Rainbow 守永七彩（2013年6月28日、エスデジタル）
- 君との恋は5センチメートル 守永七彩（2013年11月22日、スパイスビジュアル）

### TV
- 全力坂 （2015年9月10日・22日・28日、テレビ朝日）
  - 天神坂  (2015年9月10日)
  - 徳丸三丁目の坂  (2015年9月22日)
  - 新坂  (2015年9月28日)
- アイドルお宝くじ  (2016年2月20日、テレビ朝日)
- アイドル魂なだれ坂ロック  (2016年6月26日、BSジャパン)
- ロンドンハーツ M-2グランプリ  (2016年12月4日、テレビ朝日)
- 未来定番曲 ~Future Standard ~  (2017年8月22日、テレビ埼玉他5局）
- バズリズム02  (2018年12月14日、日本テレビ)

### ラジオ
- 守永七彩の『＃ナナチャンネル』

### 広告
- 市進学院カタログモデル[8] （2011年 - 2012年）

### 雑誌
- Chu→Boh 2月号VOL.47  （2012年、海王社）※表紙 - 橋本環奈